# Tomáš Souček
Tomáš Souček (ur. 27 lutego 1995 w Havlíčkovie Brodzie) – czeski piłkarz, występujący na pozycji pomocnika w angielskim klubie West Ham United oraz w reprezentacji Czech, której jest kapitanem. Uczestnik Mistrzostw Europy 2020 i 2024. 

## Kariera klubowa
Swoją karierę piłkarską Souček rozpoczął w klubie Slavia Praga. W 2013 awansował do pierwszego zespołu, jednak nie zdołał zadebiutować w nim w sezonie 2013/2014 w pierwszej lidze czeskiej. Latem 2014 został wypożyczony do drugoligowej Viktorii Žižkov. Swój debiut w Viktorii zanotował 8 marca 2015 w przegranym 1:2 domowym meczu z Fastavem Zlín.
Latem 2015 Souček wrócił do Slavii Praga. Swój debiut w Slavii zaliczył 24 lipca 2015 w przegranym 1:2 wyjazdowym spotkaniu z Viktorią Pilzno.
29 stycznia 2020 został wypożyczony do West Ham United, z opcją transferu w letnim okienku transferowym. 24 lipca klub poinformował, że skorzystał z opcji wykupu, płacąc za zawodnika 21 milionów funtów. Souček podpisał z West Hamem czteroletni kontrakt.

## Kariera reprezentacyjna
W reprezentacji Czech Souček zadebiutował 15 listopada 2016 w zremisowanym 1:1 towarzyskim meczu z Danią. W 66. minucie tego meczu zmienił Jaromíra Zmrhala.

## Statystyki klubowe
Stan na 21 listopada 2023
| Sezon   | Klub            | Kraj   | Rozgrywki      | Mecze | Gole |
| ------- | --------------- | ------ | -------------- | ----- | ---- |
| 2013/14 | Slavia Praga    | Czechy | I liga         | 0     | 0    |
| 2014/15 | Viktoria Žižkov | Czechy | II liga        | 27    | 5    |
| 2015/16 | Slavia Praga    | Czechy | I liga         | 29    | 7    |
| 2016/17 | Slavia Praga    | Czechy | I liga         | 7     | 0    |
| 2016/17 | Slovan Liberec  | Czechy | I liga         | 12    | 0    |
| 2017/18 | Slavia Praga    | Czechy | I liga         | 27    | 3    |
| 2018/19 | Slavia Praga    | Czechy | I liga         | 34    | 13   |
| 2019/20 | Slavia Praga    | Czechy | I liga         | 17    | 8    |
| 2019/20 | West Ham United | Anglia | Premier League | 13    | 3    |
| 2020/21 | West Ham United | Anglia | Premier League | 38    | 10   |
| 2021/22 | West Ham United | Anglia | Premier League | 35    | 5    |
| 2022/23 | West Ham United | Anglia | Premier League | 36    | 2    |
| 2023/24 | West Ham United | Anglia | Premier League | 11    | 3    |

## Sukcesy

### Slavia Praga
- Mistrzostwo Czech: 2016/2017, 2018/2019
- Puchar Czech: 2017/2018, 2018/2019

### West Ham United
- Liga Konferencji Europy UEFA: 2022/2023

### Wyróżnienia
- Piłkarz roku w Czechach: 2019[4], 2020[5]
- Złota Piłka Czech: 2020[6], 2021[7], 2023[8]
- Piłkarz sezonu w West Ham United: 2020/2021[9]